# Quarouble
Quarouble ist eine französische Kleinstadt mit 3141 Einwohnern (Stand: 1. Januar 2022) im Département Nord in der Region Hauts-de-France. Sie gehört zum Kanton Marly im Arrondissement Valenciennes und ist Mitglied im Gemeindeverband Valenciennes Métropole.

## Geographie
Die Kleinstadt Quarouble liegt im Regionalen Naturparks Scarpe-Schelde, vier Kilometer westlich der Grenze zu Belgien und acht Kilometer nordöstlich von Valenciennes. Umgeben wird Quarouble von den Nachbargemeinden Condé-sur-l’Escaut und Thivencelle im Norden, Crespin im Nordosten, Quiévrechain im Osten, Rombies-et-Marchipont im Südosten und Süden, Onnaing im Westen sowie Vicq und Fresnes-sur-Escaut im Nordwesten. Durch die Gemeinde führt die Autoroute A2.

## Bevölkerungsentwicklung
| Jahr                       | 1962 | 1968 | 1975 | 1982 | 1990 | 1999 | 2010 | 2021 |
| Einwohner                  | 3311 | 3420 | 3404 | 3365 | 3277 | 3303 | 3091 | 3131 |
| Quellen: Cassini und INSEE |      |      |      |      |      |      |      |      |

## Sehenswürdigkeiten
- Kirche Saint-Antoine aus dem 18. Jahrhundert, seit 1998 Monument historique
- Britischer Militärfriedhof aus dem Ersten Weltkrieg

## Persönlichkeiten
- Eleuthère Mascart (1837–1908), Physiker